# Trešnjica
Trešnjica je naselje u Boki kotorskoj, u općini Kotor. 

## Stanovništvo
Prema popisu iz 2003., u naselju nije bilo stanovnika, kao ni prema popisu iz 1991.